# عبدالرحیم غفورزی
عبدالرحیم غفورزی محزریف الابزرگ سیاستمدار، دیپلمات و نخست وزیر افغانستان در سال ۱۳۲۷ در ولایت کابل متولد و در سال ۱۳۷۶ در یک سانحهٔ هوایی همراه تعدادی از همکارانش در میدان هوایی بامیان جان باخت.

## زندگینامه
پدر وی عبدالغفورخان سریاور از ژنرالان ارتش افغانستان در دورهٔ ظاهر شاه بود.
زمانی که نیروهای اتحاد شوروی بر افغانستان تجاوز کردند غفورزی درهیأتی از سوی رژیم وقت جهت اشتراک دراجلاس سالیانهٔ سازمان ملل متحد به نیویارک رفت. او با ابراز انزجاز در برابر تجاوز بر خلاف توقع رژیم اشغال افغانستان توسط نیروهای اتحاد شوروی را محکوم نمود و از جهاد و مقاومت مردم افغانستان بر ضد اشغال حمایت نمود. او همچنان دراجلاس کشورهای غیر متعهد تجاوز ارتش سرخ را بر افغانستانمحکوم کرد و از کشورها و ملت‌های جهان خواست تا اشغال افغانستان توسط ارتش شوروی را محکوم نموده و از مردم افغانستان در مبارزه علیه اشغال حمایت نمایند.
او پس از تشکیل دولت اسلامی در سال ۱۳۷۱ به عنوان سفیر نمایندگی دایمی افغانستان در سازمان ملل متحد تعیین گردید و در میان سال‌های ۱۳۷۲ تا ۱۳۷۳ به مقامهای معاون سفیر و نماینده دایمی افغانستان در سازمان ملل متحد دست یافت.
وی در سال ۱۳۷۴ به عنوان معین وزارت امور خارجه مقرر شد و پس از سقوط کابل به دست طالبان در سال ۱۳۷۵ به عنوان وزیر امورخارجه افغانستان برگزیده شد. دراین هنگام که از لحاظ سیاسی، مقاومت در مقابل طالبان در حالت بسیار دشوار قرار داشت غفورزی توانست به دیپلماسی افغانستان تحرکی تازه بخشد. حضور وی در مجامع بین‌المللی و دیپلماسی فعال وی در سطح منطقه و سازمان ملل باعث شد که افغانستان همچنان کرسی سازمان ملل را به عنوان دولت مشروع حفظ کند. وی در ماه اسد ۱۳۷۶ به عنوان صدر اعظم دولت اسلامی افغانستان انتخاب شد. غفورزی جهت تشکیل یک حکومت نیرومند و دارای پایه‌های وسیع می‌خواست با لایه‌های گونه گون قومی واجتماعی و گروهی مؤثر در روند مقاومت افغانستان و افراد مهم در داخل و خارج از افغانستان به مشورت و رای زنی بپردازد و با رعایت این شرایط بتواند حکومتی را تشکیل بدهد که بر دو پایهٔ تخصص و مصلحت استوار باشد و تلاش داشت که پستهای تخصصی در حکومتش را به شخصیت‌های کارشناس واگذارد. در راه انجام این کار هشت روز پس از تصدی مقام صدارت در رأس هیأتی از مقامات سیاسی – نظامی مقاومت دراثنای سفر به ولایت بامیان هواپیمای حاملشان درهنگام نشست برفرودگاه شهر بامیان دچار حادثه شد و غفورزی با شماری از همراهانش کشته شدند.[۱]